# Цецюркі-Шляхецькі
Цецюркі-Шляхецькі (пол. Cieciórki Szlacheckie) — село в Польщі, у гміні Червонка Маковського повіту Мазовецького воєводства.
Населення — 66 осіб (2011).
У 1975-1998 роках село належало до Остроленцького воєводства.

## Демографія
Демографічна структура станом на 31 березня 2011 року:
|          | Загалом | Допрацездатний вік | Працездатний вік | Постпрацездатний вік |
| -------- | ------- | ------------------ | ---------------- | -------------------- |
| Чоловіки | 25      | 2                  | 21               | 2                    |
| Жінки    | 41      | 9                  | 20               | 12                   |
| Разом    | 66      | 11                 | 41               | 14                   |